# Ortoá
Ortoá (llamada oficialmente Santa María de Ortoá) es una parroquia y una aldea española del municipio de Sarria, en la provincia de Lugo, Galicia.

## Organización territorial
La parroquia está formada por diez entidades de población:

### Entidades de población
Entidades de población que forman parte de la parroquia:
- Barreiros
- Fondón
- Labrada (A Labrada)
- Nogueiras (As Nogueiras)
- Ortoá
- Río
- Rosende
- Santa Marta

### Despoblados
Despoblados que forman parte de la parroquia:
- Navas (Nabás)
- Seara (A Seara)
- Os Remedios

## Demografía

### Parroquia
| Gráfica de evolución demográfica de Ortoá (parroquia) entre 2000 y 2021 |
|                                                                         |
| Datos según el nomenclátor publicado por el INE.                        |

### Aldea
| Gráfica de evolución demográfica de Ortoá (aldea) entre 2000 y 2021 |
|                                                                     |
| Datos según el nomenclátor publicado por el INE.                    |